# Henk Heijne Makkreel
Hendrik (Henk) Heijne Makkreel (Rotterdam, 30 juli 1931 – Heemstede, 24 juli 2025) was een Nederlands rechter, vliegtuigbouwkundige en politicus voor de Volkspartij voor Vrijheid en Democratie (VVD).

## Biografie
Van 1959 tot 1962 was Heijne Makkreel bestuurslid bij de Amsterdamse JOVD. Heijne Makkreel was een jurist, die in 1970 lid werd van de Provinciale Staten van Noord-Holland voor de VVD. In 1977 werd hij voor deze partij lid van de Eerste Kamer en dat zou hij 22 jaar lang blijven. Hij had veel oog voor de juridische kwaliteit van wetsvoorstellen. Hij was voorzitter van de bijzondere commissie voor de herziening van het Burgerlijk Wetboek. Hij had als hoofdfunctie rechter in Haarlem en was daarnaast opgeleid als vliegtuigbouwkundige, een vak waarin hij van 1964 tot 1984 tevens les gaf. Heijne Makkreel werd, hoewel hij ondervoorzitter was, in 1997 tot zijn teleurstelling geen Eerste Kamervoorzitter, omdat de VVD de voorkeur gaf aan oud-minister Korthals Altes. Hij was een groot voorstander van automatisering, met name ten behoeve van parlementariërs. Hij maakte deel uit van de vijf VVD-senatoren (Henk Heijne Makkreel, John van Graafeiland, Hans Wiegel, Wim van Eekelen en Jan Verbeek) die in 1999 in de "Nacht van Wiegel" tegen het referendum dreigden te stemmen. Deze groep werd De Bende van Vijf genoemd.
Heijne Makkreel overleed op 93-jarige leeftijd.
- Parlement.com: vg09llia8kzw